# Мохамед Траоре (футболіст, 1988)
Мохамед Траоре (фр. Mohamed Traoré (1988), нар. 18 листопада 1988, Бамако) — малійський футболіст, нападник клубу «Реал Бамако». Виступав, зокрема, за клуби «Клуб Африкен» та «Аль-Меррейх», а також національну збірну Малі.

## Клубна кар'єра
У дорослому футболі дебютував 2008 року виступами за команду «Реал» (Бамако). Своєю грою за цю команду привернув увагу представників тренерського штабу клубу «Клуб Африкен», до складу якого приєднався 2009 року. Відіграв за команду зі столиці Тунісу наступні два сезони своєї ігрової кар'єри. У 2011 році виступав в оренді за львійський «Ан-Наср» (Бенгазі).
У січні 2011 року перейшов з туніського «Клуб Африкен» до представника швейцарської Суперліги «Сьйон». Траоре підписав з клубом 4-річний контракт. У 2012 році захищав кольори єгипетського «Ісмайлі»
Згодом з 2013 по 2016 рік грав у складі туніських клубів з Омдурману «Аль-Хіляль» та «Аль-Меррейх».
До складу клубу «Реал Бамако» приєднався 2017 року. 

## Виступи за збірну
2010 року дебютував в офіційних матчах у складі національної збірної Малі.
У складі збірної був учасником Кубка африканських націй 2015 року в Екваторіальній Гвінеї.

## Особисте життя
Туніська газета «Туніс Гебдо» дала йому прізвисько Зоро з Бамако.